# Judith Vittet
Judith Vittet (* Dezember 1984 in Paris) ist eine französische ehemalige Kinderdarstellerin. Sie wurde durch ihre Rolle als verwaistes Straßenkind Miette in dem Film Die Stadt der verlorenen Kinder (1995) bekannt. Sie war 1996 nominiert für einen Saturn Award in der Kategorie Beste Leistung durch einen jüngeren Schauspieler.

## Leben
Judith Vittet wurde aus hunderten von Bewerberinnen für die Rolle der Miette (franz.: Krümel) ausgewählt. Sie spielte unter anderem die Lili in Überdreht und durchgeknallt (1994), in Nelly & Monsieur Arnaud (1995) und in K – Das Zeichen des Bösen (1997).
Nach dem Erwerb ihrer Hochschulreife im Jahr 2002 verbrachte sie einige Zeit in den Vereinigten Staaten und studierte Film in Paris. Nach ihrem Filmstudium gründete sie die Kinderdesignmarke „Judethik“ und trat der Agentur Artterre bei, einem Ökodesign-Verlag. Bis 2014 arbeitete Judith Vittet als Kostümbildnerin für verschiedene Fernsehserien. Im Januar 2018 war sie Ausstellungskuratorin für die Stadt Guyancourt beim Projekt Doudous!, das als Hommage an die Textilkunst organisiert wurde.

## Filmografie
- 1994: Überdreht und durchgeknallt (Personne ne m'aime)
- 1995: Die Stadt der verlorenen Kinder (La Cité des enfants perdus)
- 1995: Nelly & Monsieur Arnaud (Nelly et Monsieur Arnaud)
- 1997: K – Das Zeichen des Bösen (K)